# 邹志武
邹志武（1962年2月—），男，汉族，山东烟台人，中华人民共和国政治人物，曾任中华人民共和国海关总署副署长、党委委员。